# Eugenia millsii
Espèce
Synonymes
- Eugenia millsii M.R.Hend.[2]

Statut de conservation UICN

 NT  : Quasi menacé
Eugenia millsii est une espèce de plantes à fleurs de la famille des Myrtaceae.
Selon Plants of the World Online, c'est un synonyme de Syzygium millsii. Selon ce site, c'est un arbre originaire de Malaisie péninsulaire. Il pousse en milieu tropical humide.

## Publication originale
- Gardens' Bulletin, Singapore 11: 301. 1947.